# Lidija Alekseeva
Lidija Vladimirovna Rakevič, coniugata Alekseeva (in russo Лидия Владимировна Ракевич-Алексеева?; Mosca, 4 luglio 1924 – Mosca, 26 giugno 2014), è stata una cestista e allenatrice di pallacanestro sovietica.
Nota anche con la traslitterazione Lidia Alexeyeva, figura nel Naismith Memorial Basketball Hall of Fame dal 2012, nel FIBA Hall of Fame dal 2007 e nel Women's Basketball Hall of Fame dal 1999.

## Carriera
È una delle allenatrici più vincenti della storia della pallacanestro; ha infatti vinto tutte le competizioni disputate alla guida dell'Unione Sovietica femminile, tra il 1964 ed il 1985.
Nel suo palmarès figurano: 2 medaglie d'oro alle Olimpiadi; 5 Mondiali vinti; 13 vittorie agli Europei. È stata inoltre 4 volte campionessa d'Europa da giocatrice.